# Paul Wüllner
Paul Wüllner (* 4. Mai 1906 in Brünn; † 24. Februar 1986 in München) war ein deutscher Politiker (DG, GB/BHE, FDP). Von 1950 bis 1962 gehörte er dem Bayerischen Landtag als Abgeordneter an.

## Ausbildung und Beruf
Wüllner besuchte die Volksschule und das Gymnasium in Brünn und Troppau, anschließend studierte er Rechts- und Staatswissenschaften sowie Volkswirtschaft in Prag und Wien. An der Deutschen Universität Prag legte er 1930 seine Promotion zum Doktor der Rechte ab. Er nahm verschiedene Tätigkeiten wahr, zunächst als Finanzjurist in Brünn, später als Abteilungsleiter und Prokurist der Concordia-Versicherung in Reichenberg und als Direktor bei der Mährisch-Schlesischen Wechselseitigen in Brünn. Während des Zweiten Weltkriegs war er als Soldat in Griechenland, auf Kreta, in Albanien und Jugoslawien im Einsatz und geriet in Partisanengefangenschaft. Ende 1946 zog er mit schweren Kriegsschäden als Heimatvertriebener nach Wolfratshausen. In München übernahm er Ende 1947 die Geschäftsführung des Arbeitgeberverbandes der Versicherungsunternehmungen für das Bundesgebiet. 1956 erfolgte die Ernennung zum stellvertretenden Direktor der in München ansässigen Direktion für Deutschland der Schweizerischen Unfallversicherungs-Gesellschaft in Winterthur. 1958 wurde er in den Vorstand der Verwaltungs-Berufsgenossenschaft in Hamburg berufen.

## Politisches Wirken
Seit 1948 war Wüllner Mitglied des Kreistages im Landkreis Wolfratshausen sowie des Kreisausschusses der überparteilichen Wahlgemeinschaft Wolfratshausen. Daneben war er als ehrenamtlicher Landesarbeitsrichter tätig.
1950 wurde Wüllner im Wahlkreis Oberbayern erstmals in den Bayerischen Landtag gewählt, damals als Mitglied der DG. Diese verließ er am 2. April 1952 und war zunächst fraktionsloser Abgeordneter. Am 20. Januar 1953 trat er dem GB/BHE bei, welcher bei der Wahl zuvor ein Bündnis mit der DG gebildet hatte. 1954 und 1958 wurde Wüllner wiedergewählt. Ende September 1960 übernahm er den Vorsitz der GB/BHE-Fraktion. Am 11. Mai 1962, wenige Monate vor Ende der Wahlperiode, schied er aus seiner Partei aus und trat zur FDP über.